# Lutry
Lutry är en ort och kommun vid Genèvesjön i distriktet Lavaux-Oron i kantonen Vaud, Schweiz. Kommunen har 10 794 invånare (2023).
Kommunen består av ortsdelarna Lutry, La Conversion och La Croix.